# Ramphotrigon fuscicauda
Ramphotrigon fuscicauda là một loài chim trong họ Tyrannidae.